# Кленова (Воткінський район)
Клено́ва (рос. Кленовая) — присілок у Воткінському районі Удмуртії, Росія.
Населення становить 19 осіб (2010, 10 у 2002).
Національний склад (2002):
- росіяни — 100 %

Урбаноніми:
- вулиці — Джерельна